# Heiner Gautschy

Heiner Gautschy (1974)

Heiner Gautschy (* 20. November 1917 in Basel; † 28. Oktober 2009 in Zürich) war ein Schweizer Radio- und Fernsehjournalist.

## Leben
Gautschy wuchs als Sohn eines Textilfabrikanten in Basel auf. Während des Geschichtsstudiums an der Universität Basel war er bereits journalistisch tätig. Im Zweiten Weltkrieg diente er neben dem Studium im Pressebüro des Hauptquartiers der Armee in Interlaken. Das Studium schloss er mit dem Doktorat ab. Nach Kriegsende wurde er mit Fotoreportagen aus Deutschland, der Tschechoslowakei, der Türkei und Ägypten erstmals bekannt.
Von 1949 bis 1967 arbeitete er als Korrespondent für das Schweizer Radio in New York, insbesondere für die Sendung Echo der Zeit. Seine regelmässigen Vortragsreisen in der Schweiz machten ihn zum prominenten Kommentator der Zeitgeschichte. Seine Berichte aus New York prägten das Amerikabild der schweizerischen Öffentlichkeit. Es folgten mehrmonatige Reportage-Aufenthalte in China, Kuba und der Sowjetunion.
1952 leitete Gautschy den Basler Muba-Fernsehversuch, die ersten Sendungen des entstehenden Schweizer Fernsehens. 1967 wurde Gautschy schliesslich zum Schweizer Fernsehen gerufen, wo er (mit Annemarie Schwyter, Hans O. Staub und Erich Gysling) das neue Wochenmagazin Rundschau sowie die Gesprächssendungen Link und Unter uns gesagt einführte und bekannt machte. 1984 endete seine Fernsehkarriere, nachdem er während der Live-Sendung von Unter uns gesagt zu Besuch bei Peter Uebersax, dem damaligen Blick-Chefredaktor, die Fassung verloren hatte.
Im Alter von 91 Jahren ist Gautschy in Zürich verstorben. Legendär wurde seine Anrede am Anfang eines Radiobeitrags: «Hallo Beromünster, hier spricht Heiner Gautschy in New York».

## Werke
- Die Schweizer Presse um die Mitte des 19. Jahrhunderts. Ihre Reaktion auf den Staatsstreich Louis Napoleon Bonapartes. Helbing & Lichtenhahn (= Basler Beiträge zur Geschichtswissenschaft. 33), Basel 1949 (Dissertation).
- Amerika – hast du es besser? Eine Frage und viele Antworten über Leben, Leute, Liebe in den USA. Reinhardt, Basel 1954.
- Die besten Gespräche aus den Fernsehreihen «Link» und «Unter uns gesagt». Hallwag, Bern 1984, ISBN 3-444-10311-5